# Lynn Ø
Lynn Ø är en ö i Tunu på Grönland. Dess yta är 231 km2. Den hade inga invånare år 2005.